# ینس کیئگگا
ینس کیئگگا (دانمارکی: Jens Kirkegaard; ۱ ژوئن ۱۸۸۹ – ۲۰ آوریل ۱۹۶۶) ژیمناست هنری اهل دانمارک بود.